# Дивин
Дивин је насељено мјесто у општини Билећа, Република Српска, БиХ. Према попису становништва из 1991. у насељу је живјело 67 становника. На попису становништва 2013. године, према подацима Агенције за статистику Босне и Херцеговине пописано је 21 становника.

## Географија
Налази се на око 650 метара надморске висине, површине 4,47 км2 (1991), удаљено
око 25 км од општинског центра. Збијеног је типа и има заселак Бачевица. Са јужне стране села пролази споредни асфалтни пут за насеља Кути, Кукричје и Засада, а на сјеверу се одваја према селима Давидовићи и Лукавац, те Невесињу. Ова путна дионица била је важна још у старом вијеку. Сјеверном страном села пролази магистрални пут Билећа-Берковићи.
Становништво се углавном бави пољопривредом. Основна школа отворена је 1935, а 2018. радила је као петогодишња у саставу ОШ "Свети Сава", Билећа. Становништво се сахрањује у сусједним селима Фатница и Давидовићи. Најближе цркве налазе се у селима Кути и Фатница. Дивин има мјесну канцеларију. До почетка Одбрамбено-отаџбинског рата 1992-1995. радиле су земљорадничка задруга, кафана и двије продавнице, а до 2012. пошта и амбуланта. Електричну енергију село је добило 1969. године. Мјештани се водом снабдијевају из чатрња.

## Историја
На локалитетима Миса и Пешиканови долови пронађени су средњовјековни споменици - стећци. У средњем вијеку територија данашњег Дивина била је гранично подручје Жупе Фатница према Жупи Дабар. Због положаја на раскрсници путева, аустроугарска управа је, ради боље контроле околног становништва, на Дивину оформила "оружничку постају". У августу 1914. аустроугарски војници објесили су Илију Бојанића, Ћетка Чубрила, Шћепана и Илију Шаренца. Поред пута Билећа - Берковићи налазе се бисте народних хероја (Миро Попара, Никола Бјелица Бреда и Данило Шаренац) са подручја тадашње општине Дивин. Године 1981. уређен је парк и направљено је спомен-обиљежје за 106 погинулих бораца Народноослободилачке војске Југославије из Дивина и околних села.

## Образовање
У насељу се налази Основна школа „Свети Сава“.

## Становништво
Дивин је 1931. био општина, која је имала 5.318 становника (4.326 православаца, 979 муслимана, три католика и десет из реда осталих); 1953. - 17 села (Бијељани, Врањска, Горњи Давидовићи, Дивин, Длакоше, Доњи Давидовићи, Засада, Калац, Кукричје, Кути, Милавићи, Нарат, Обло Брдо, Ораховица, Присоје, Симијова (дио села) и Фатница), 613 домаћинстава и 3.487 становника. Село Дивин је 1895. било заселак села Бачевица; 1953. Дивин, као засебно село, имало је 42 домаћинства и 178 становника; 1971. - 131 становника; 1991. - 67 (41 Србин, 25 Муслимана и један Југословен); 2013. - девет домаћинстава и 21 становника (Срби). Породице Војчић, Јововић славе Јовањдан; Радовановић-Ђурђевдан; Шакотић - дио Лазареву суботу, а дио Аранђеловдан. Све породице поријеклом су из Црне Горе.
| Националност       | 1991. | 1981. | 1971. | 1961. |
| Срби               | 41    | 53    |       |       |
| Муслимани          | 25    | 34    |       |       |
| Југословени        | 1     | 7     |       |       |
| остали и непознато |       |       |       |       |
| Укупно             | 67    | 94    | '     | '     |

| Демографија | Демографија | Демографија |
| Година      | Становника  | Становника  |
| ----------- | ----------- | ----------- |
| 1948.       | 146         |             |
| 1953.       | 178         |             |
| 1961.       | 173         |             |
| 1971.       | 131         |             |
| 1981.       | 94          |             |
| 1991.       | 67          |             |

## Знамените личности
- Тодор Рупар — Херцеговачки устаник